# Liste der Bodendenkmale in Groß Rönnau
In der Liste der Bodendenkmale in Groß Rönnau sind die Bodendenkmale der Gemeinde Groß Rönnau nach dem Stand der Bodendenkmalliste des Archäologischen Landesamts Schleswig-Holstein von 2016 aufgelistet. Die Baudenkmale sind in der Liste der Kulturdenkmale in Groß Rönnau aufgeführt.
| Denkmal-ID           | Befundart               | Bezeichnung | Zeitstellung                 | Lage | Bemerkungen | Bild |
| -------------------- | ----------------------- | ----------- | ---------------------------- | ---- | ----------- | ---- |
| aKD-ALSH-Nr. 004 392 | Grabmal > Grabhügel     | Grabhügel   | Vor- und/oder Frühgeschichte |      |             |      |
| aKD-ALSH-Nr. 004 393 | Grabmal > Grabhügel     | Grabhügel   | Vor- und/oder Frühgeschichte |      |             |      |
| aKD-ALSH-Nr. 004 394 | Grabmal > Grabhügel     | Grabhügel   | Vor- und/oder Frühgeschichte |      |             |      |
| aKD-ALSH-Nr. 004 395 | Grabmal > Großsteingrab | Steinkammer | Neolithikum                  |      |             |      |